# Río Turbio (Chubut)
El Turbio es un río que se encuentra en la provincia del Chubut en la Patagonia, República Argentina. Pertenece a la cuenca del río Puelo, que desagua a través del territorio chileno en el océano Pacífico.
El río le da el nombre a la Reserva provincial Río Turbio, que se encuentra entre los parques nacionales Lago Puelo y Los Alerces y contiene a los picos más altos de la provincia, como el Tres Picos y el Anexo. Además, incluye todo el valle y la cuenca del Turbio.
El río, tiene un alto contenido de sedimento glaciar, especialmente al finalizar el verano, que le confiere un tono más opaco al agua y un color turquesa característico al Lago Puelo. Además, a orillas del río existe un pequeño poblado, que posee una seccional de guardaparque, una escuela provincial de educación primaria y está habitado por 5 familias.

## Recorrido
El río nace en el cordón del Pico Alto, cerca de la frontera con Chile y recorre unos 40 km aproximadamente hasta su desembocadura en el Lago Puelo, a unos 150 m s. n. m.
Posee varios afluentes, todos ellos originados por los deshielos de las montañas ubicadas a su alrededor.